# Obszar H II

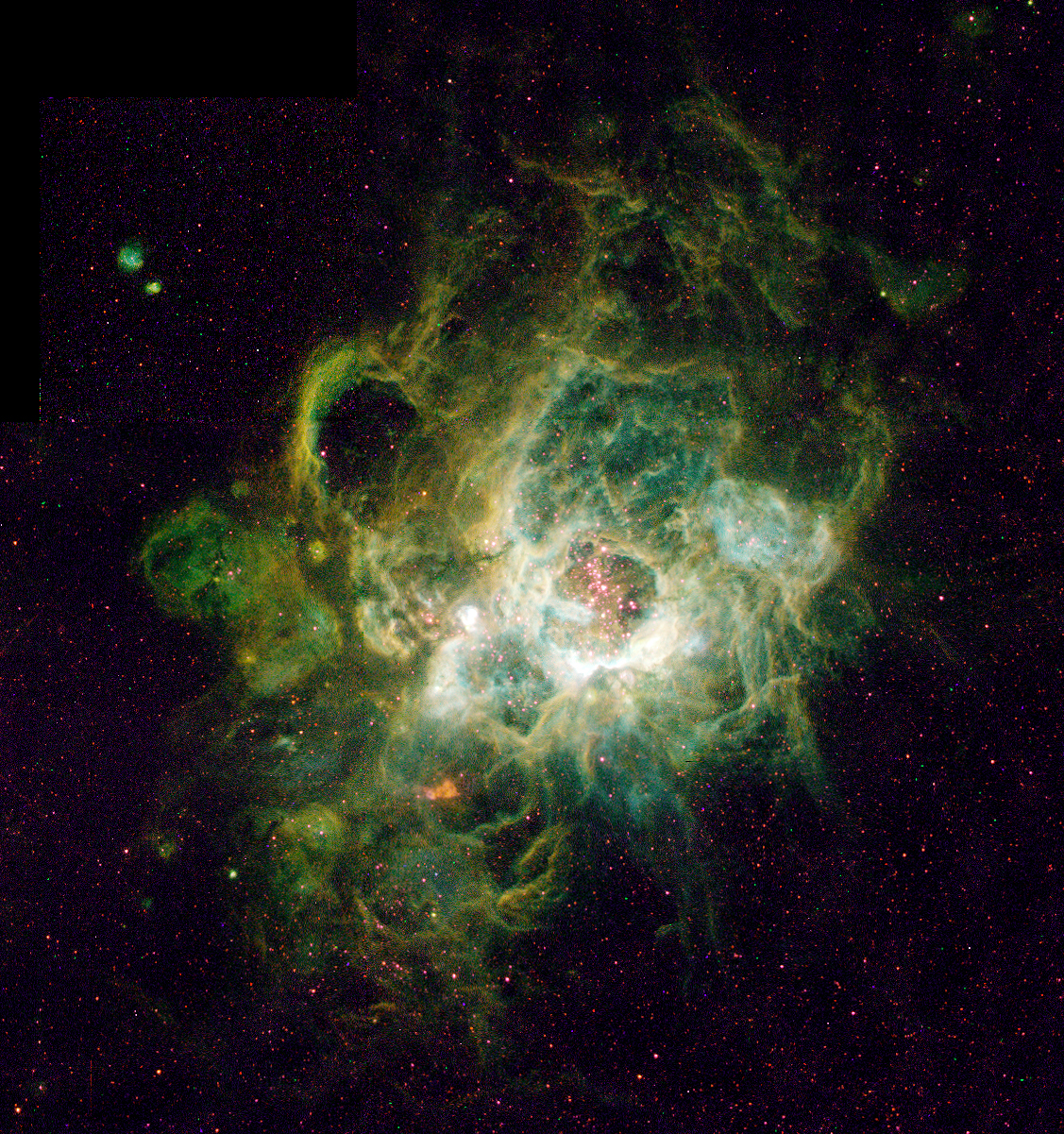
NGC 604 – olbrzymi obszar H II w Galaktyce Trójkąta

Obszary H II – obłoki zjonizowanego gazu, głównie wodoru i plazmy o rozmiarach nawet kilkuset lat świetlnych, w których powstają gwiazdy. Młode, gorące, niebieskie gwiazdy, które powstały z gazu emitują pokaźną ilość promieniowania ultrafioletowego, jonizując otaczającą mgławicę.
Mają bardzo różne kształty, ponieważ rozkład gwiazd i gazu w nich jest niejednorodny. Często pojawiają się kłaczkowate i włókniste struktury, czasami przyjmują dziwaczne kształty, takie jak Mgławica Koński Łeb. W ciągu kilku milionów lat w obszarze H II może narodzić się kilka tysięcy gwiazd. Ostatecznie, eksplozje supernowych i silny wiatr gwiazdowy od najbardziej masywnych gwiazd należących do gromady gwiazdowej (wywodzącej się z obłoku H II) spowodują rozproszenie gazu należącego do tego regionu. Przykładem takiej gromady są Plejady.
Obszary H II swoją nazwę zawdzięczają dużym ilościom zjonizowanego atomowego wodoru, jaki zawierają, oznaczanego przez astronomów jako H II (w odróżnieniu obszar H I, to obłok neutralnego wodoru atomowego, a H2 – wodoru cząsteczkowego (molekularnego)). Obszary H II są obserwowane we Wszechświecie w niewielkiej jak i znacznej odległości od nas, co ma duże znaczenie, ponieważ dzięki temu jesteśmy w stanie ustalić odległość od innych galaktyk, oraz ich skład chemiczny.

## Obserwacje

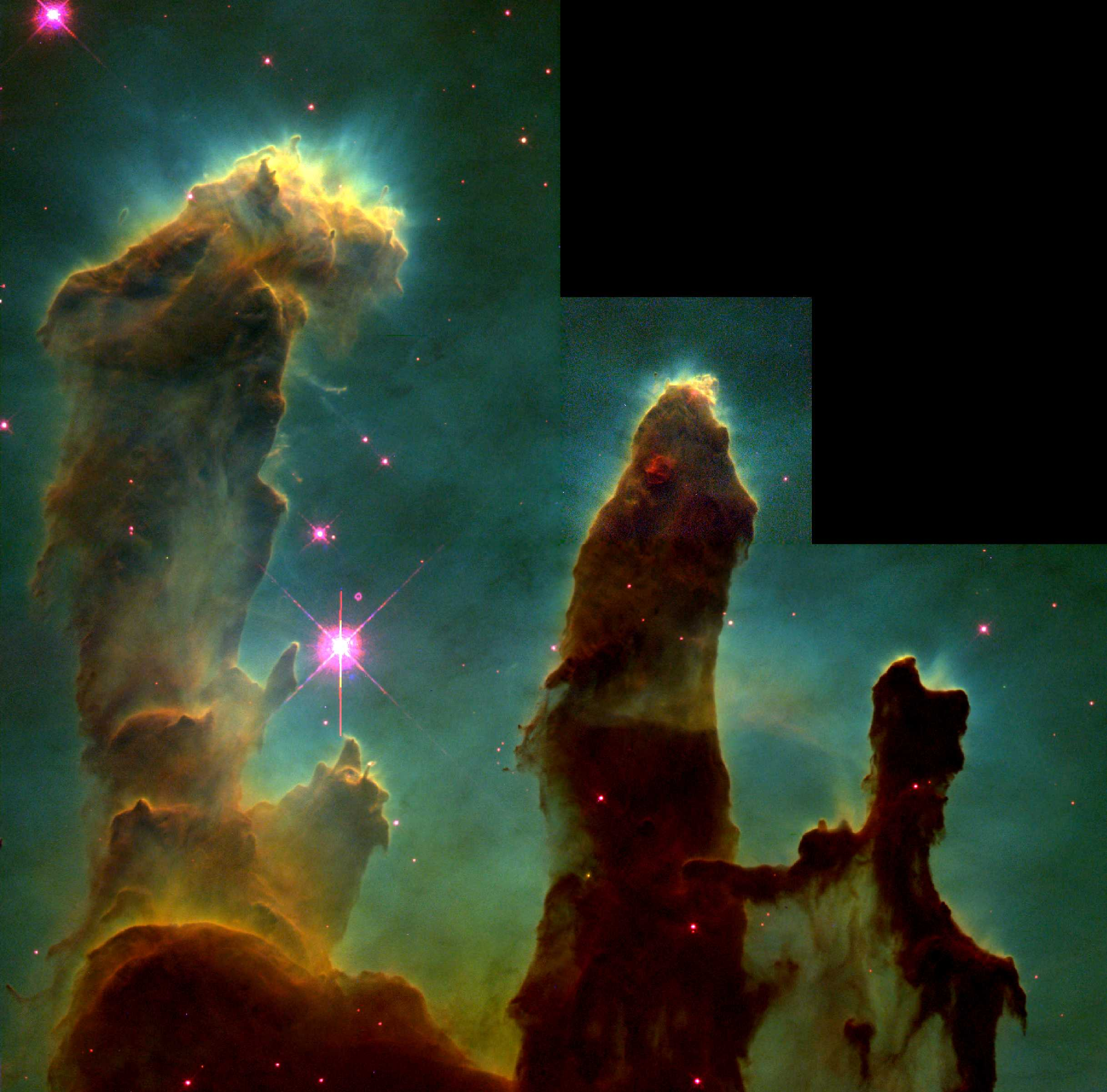
„Filary Stworzenia” ciemne obszary gwiazdotwórcze w Mgławicy Orła

Kilka najjaśniejszych obszarów H II można zobaczyć gołym okiem, jednakże wydaje się, że żaden nie został dostrzeżony do czasu pojawienia się teleskopów we wczesnych latach XVII wieku. Nawet Galileusz nie zauważył mgławicy Oriona, gdy pierwszy raz obserwował w niej gromadę gwiazd (wcześniej skatalogowaną jako pojedyncza gwiazda θ Oriona przez Johanna Bayera). Francuskiemu obserwatorowi Nicolas-Claude Fabri de Peiresc przypisuje się odkrycie Mgławicy Oriona w 1610 roku. Od czasów tej wczesnej obserwacji, odkryto wiele obszarów H II w Naszej Galaktyce, a także innych galaktykach.
William Herschel obserwował Mgławicę Oriona w 1774 roku i opisał ją jako nieukształtowaną, ognistą mgiełkę, chaotyczny materiał dla przyszłych słońc. Potwierdzenie tej hipotezy musiało czekać 100 lat, gdy William Huggins (przy udziale żony, Mary Huggins) użył spektroskopu do obserwacji różnych mgławic. Niektóre, takie jak Galaktyka Andromedy miały widma bardzo podobne do widm gwiazd, i okazały się (później) galaktykami, składającymi się z setek milionów gwiazd. Inne wyglądały zupełnie inaczej niż silne kontinuum z nałożonymi liniami absorpcyjnymi – Mgławica Oriona i inne podobne obiekty miały widma z niewielką liczbą linii emisyjnych. Najjaśniejszą była linia na długości fali 500,7 nm, która nie odnosiła się do linii żadnego znanego pierwiastka chemicznego. Początkowo stawiano hipotezy, że linia ta mogła pochodzić od nieznanego pierwiastka, który nazwano nebulium – podobny pomysł doprowadził do odkrycia helu poprzez analizę widma Słońca w 1868 roku.
Jednakże, o ile hel został odkryty na Ziemi krótko po odkryciu jego linii w widmie Słońca, to w przypadku nebulium już się to nie udało. We wczesnych latach 20. XX w. Henry Norris Russell zaproponował, że linia 500,7 nm nie pochodzi od nieznanego pierwiastka, a od znanego pierwiastka występującego w nieznanych ówcześnie warunkach.
Fizycy wykazali w latach 20. XX w., że w gazie przy ekstremalnie niskich gęstościach, elektrony mogą zapełniać metastabilne poziomy energetyczne w atomach i jonach, które przy wyższych gęstościach szybciej tracą te stany energetyczne w wyniku zderzeń. Przejścia elektronów z tych poziomów w tlenie emitują fale o długości 500,7 nm. Takie linie widmowe, które można zaobserwować tylko w przypadku gazów o niskich gęstościach, noszą nazwę linii wzbronionych. Stąd obserwacje spektroskopowe wykazały, że mgławice składają się z bardzo rozrzedzonego gazu.
W XX wieku obserwacje ujawniły, że rejony H II często zawierają gorące, jasne gwiazdy. Są one wiele razy masywniejsze od Słońca i przez to żyją znacznie krócej, a cykle ich życia wynoszą tylko kilka milionów lat (w porównaniu do gwiazd podobnych do Słońca, które żyją kilka miliardów lat). Stąd wnioskowano, że obszary H II muszą być rejonami, w których powstają nowe gwiazdy. W obszarze H II przez kilka milionów lat tworzy się gromada gorących gwiazd, wiatr gwiazdowy i ciśnienie promieniowania utworzonych gwiazd, rozproszą mgławicę przeciwdziałając powstawaniu następnych gwiazd. Plejady są przykładem takiej gromady, która usunęła własny region H II, z którego pozostały jedynie resztki mgławicy refleksyjnej.

## Pochodzenie i cykl życia

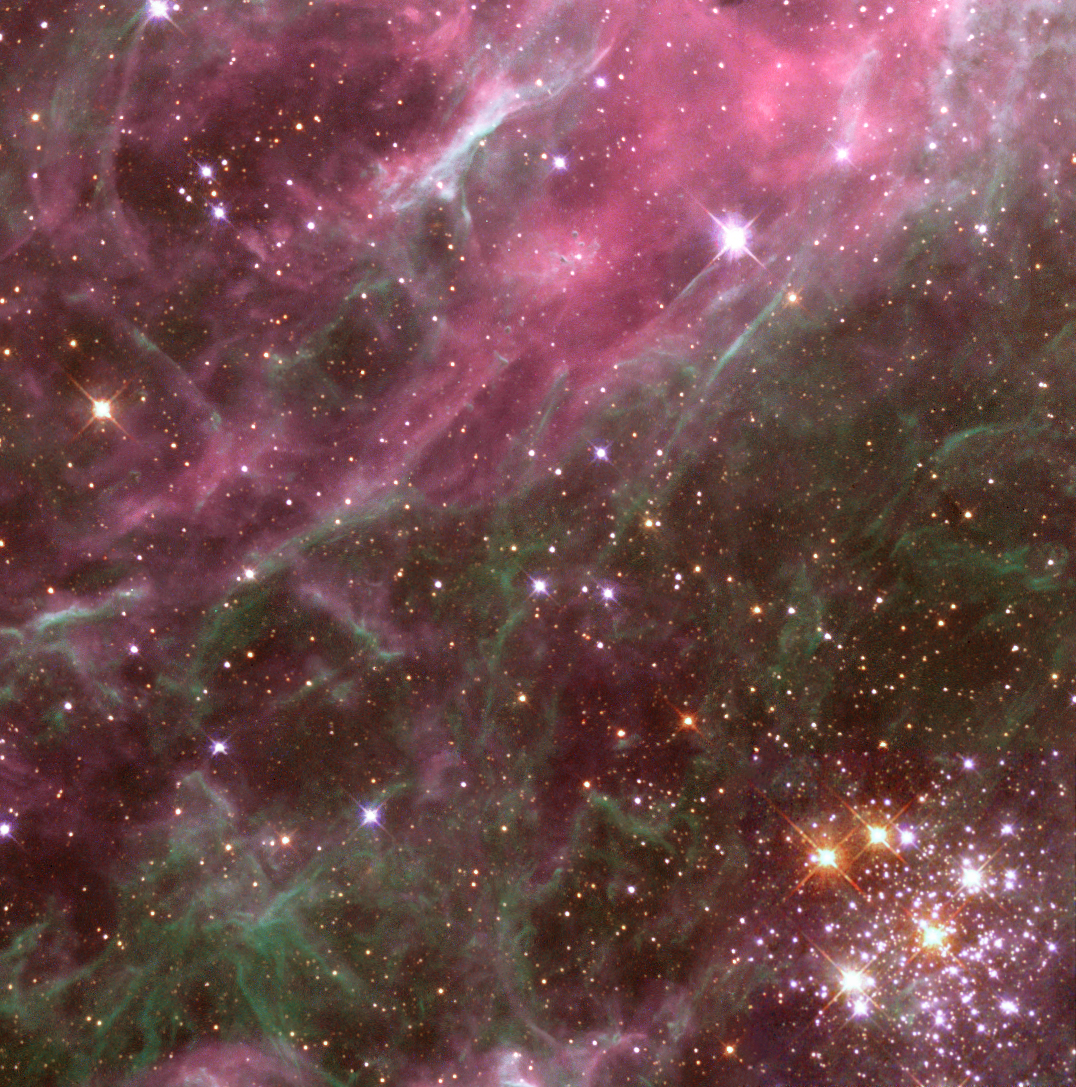
Mała część Mgławicy Tarantula, olbrzymiego regionu H II w Wielkim Obłoku Magellana

Prekursorem rejonu H II jest wielki obłok molekularny (ciemna mgławica). Wielki obłok molekularny jest bardzo zimną (10-20K) chmurą, składającą się głównie z wodoru cząsteczkowego. Takie obłoki mogą istnieć w stanie stabilnym przez długi czas, lecz fale uderzeniowe spowodowane przez wybuch supernowej, zderzenia obłoków gazu i oddziaływania magnetyczne mogą zapoczątkować zapadanie się części obłoku oraz jego fragmentację. Gdy to nastąpi, może dojść do procesu powstawania gwiazd (szerszy opis zjawiska w artykule ewolucja gwiazd).
Z czasem, gdy wewnątrz mgławicy ciemnej rodzą się gwiazdy, najmasywniejsze z nich osiągną wystarczająco wysoką temperaturę do wysyłania promieniowania jonizującego otaczający gaz. Niedługo po powstaniu źródła promieniowania jonizującego, zjonizowany obszar powiększa się, a jego granica zwana frontem jonizacyjnym, szybko przesuwa się z naddźwiękową prędkością, jonizacji towarzyszy wymiatanie otaczającego gazu. Przy coraz większej odległości od jonizującej gwiazdy czoło jonizacji zwalnia. Jonizacja zwiększa ciśnienie zjonizowanego gazu powoduje zwiększanie jego objętości, front ekspansji gazu to fala uderzeniowa. Ostatecznie, front jonizacji zwalnia do poddźwiękowych prędkości i zostaje wyprzedzony przez falę uderzeniową spowodowaną przez ekspansję mgławicy. W ten sposób rodzi się obszar H II.
Życie obszarów H II trwa kilka milionów lat. Ciśnienie promieniowania od młodych, gorących gwiazd ostatecznie wydmucha większość gazu. W rzeczywistości cały proces wydaje się mało wydajny, gdyż mniej niż 10% gazu z rejonów H II uformuje gwiazdy, zanim jego reszta zostanie rozdmuchana. Udział w wywiewaniu gazu mają także eksplozje supernowych najbardziej masywnych gwiazd, które następują już po 1–2 milionach lat.

## Gwiezdne żłobki

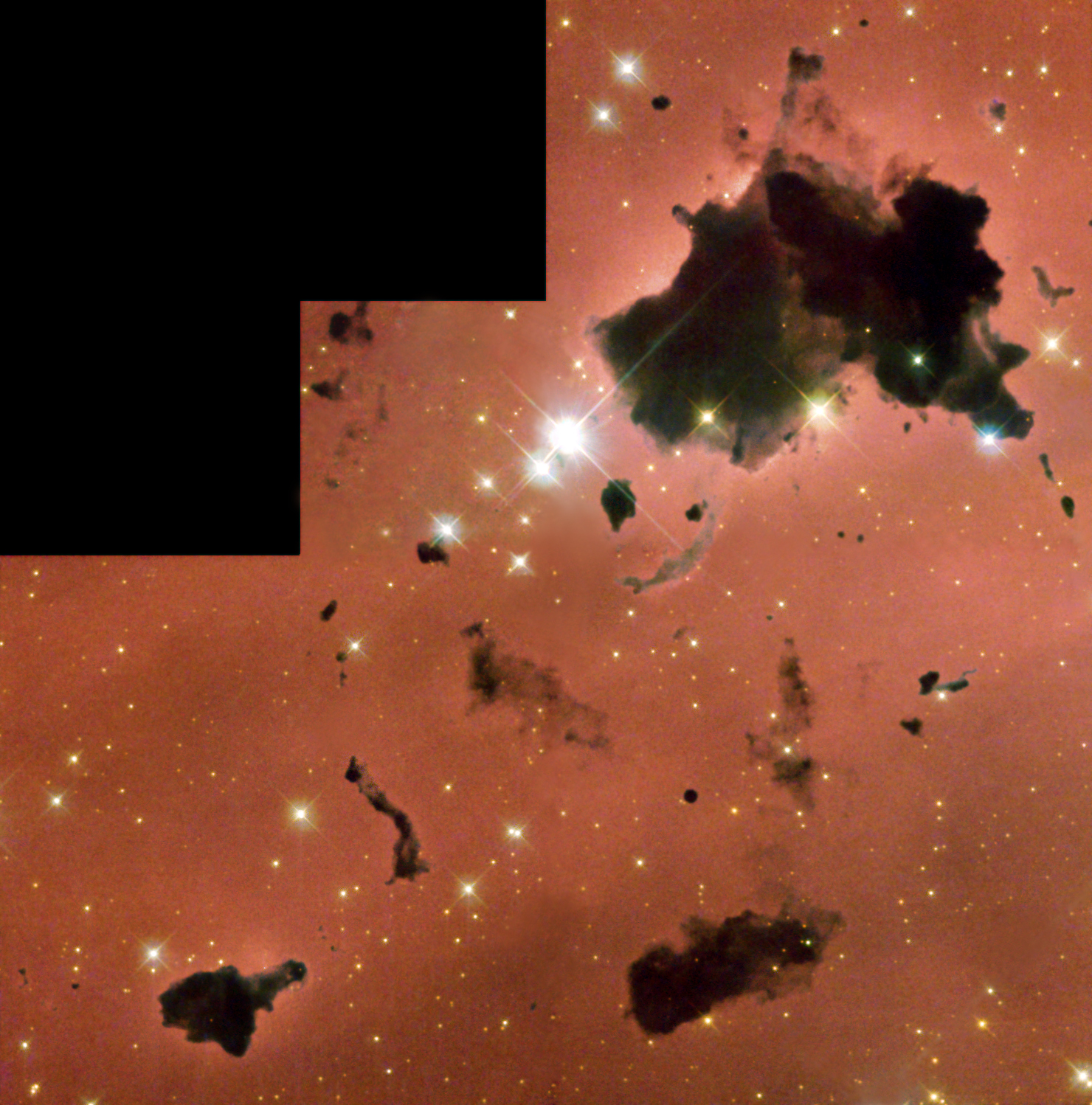
Globule Boka w regionie H II – IC 2944

Szczegóły narodzin gwiazd wewnątrz obszarów H II są skryte przed nami przez gęste chmury gazu i pyłu, które otaczają powstające gwiazdy. Tylko wtedy, gdy ciśnienie promieniowania od gwiazdy rozpędzi otaczający „kokon”, możemy ją zobaczyć. Wcześniej, gęste regiony, które zawierają młode gwiazdy są często widoczne w zarysie na tle pozostałej zjonizowanej mgławicy. Takie ciemne plamki noszą nazwę globul Boka, wywodzącą się od astronoma Barta Boka, który w latach 40. XX wieku zaproponował teorię, że mogą to być miejsca narodzin gwiazd.
Potwierdzenie hipotezy Boka musiało poczekać do roku 1990, kiedy obserwacje w podczerwieni w końcu pozwoliły spenetrować grubą warstwę pyłu globul Boka, ujawniając wewnątrz obecność młodych obiektów gwiazdowych. Obecnie uważa się, że globule Boka zawierają przeciętnie około 10 mas Słońca materii zawartej w przestrzeni o rozmiarach około roku świetlnego lub więcej, i że w globulach Boka powstają najczęściej podwójne lub wielokrotne układy gwiazdowe.
Poza tym, że obszary H II są miejscami narodzin gwiazd, wykazują również dowody na posiadanie systemów planetarnych. Kosmiczny Teleskop Hubble’a wykrył setki dysków protoplanetarnych w mgławicy Oriona. Przynajmniej połowa młodych gwiazd w mgławicy Oriona wydaje się być otoczona przez dyski gazu i pyłu, w takich ilościach, iż uważa się, że zawierają wielokrotnie więcej materii, niż byłoby to potrzebne do stworzenia takiego systemu planetarnego, jak nasz.

## Charakterystyka

### Charakterystyka fizyczna
Obszary H II różnią się bardzo pomiędzy sobą we własnościach fizycznych. Ich rozmiary mieszczą się w zakresie od tak zwanych regionów „ultrazwartych” o średnicy prawdopodobnie około roku świetlnego lub mniej, do olbrzymich rejonów H II o średnicy kilkuset lat świetlnych. Ich gęstość waha się od ponad miliona cząsteczek na cm³ w ultrazwartych obszarach H II, do tylko kilku cząsteczek na cm³ w najbardziej rozległych obszarach, co sugeruje, iż mają masy być może pomiędzy 102 a 105 M☉.
W zależności od rozmiaru obszaru H II, może w nim występować do około tysiąca gwiazd. To sprawia, że rejony H II są znacznie trudniejsze w zrozumieniu niż mgławice planetarne, które mają tylko jedno centralne, jonizujące źródło. Obszary H II mają typowo temperaturę rzędu 10 000 K i są w większości zjonizowane. Plazma może posiadać pole magnetyczne o indukcji magnetycznej kilkudziesięciu mikrogaussów. Pola magnetyczne są wytwarzane przez naładowane cząstki poruszające się w plazmie, a niektóre obserwacje sugerują, że obszary H II zawierają też pola elektryczne.
Rejony H II składają się w 90% z wodoru. Najsilniejsze linie emisyjne wodoru przy długości 656,3 nm nadają obszarom H II charakterystyczny czerwony kolor. Pozostała część składu regionów H II to hel oraz śladowe ilości cięższych pierwiastków. Zauważa się w galaktykach, że ze wzrastającą odległością od jądra galaktyki w obszarach H II spada ilość ciężkich pierwiastków. Jest to spowodowane tym, że w przeciągu życia galaktyki tempo procesów gwiazdotwórczych było większe w gęstszych regionach centralnych, powodując większe wzbogacenie ośrodka międzygwiazdowego w produkty nukleosyntezy.

### Liczebność i rozmieszczenie

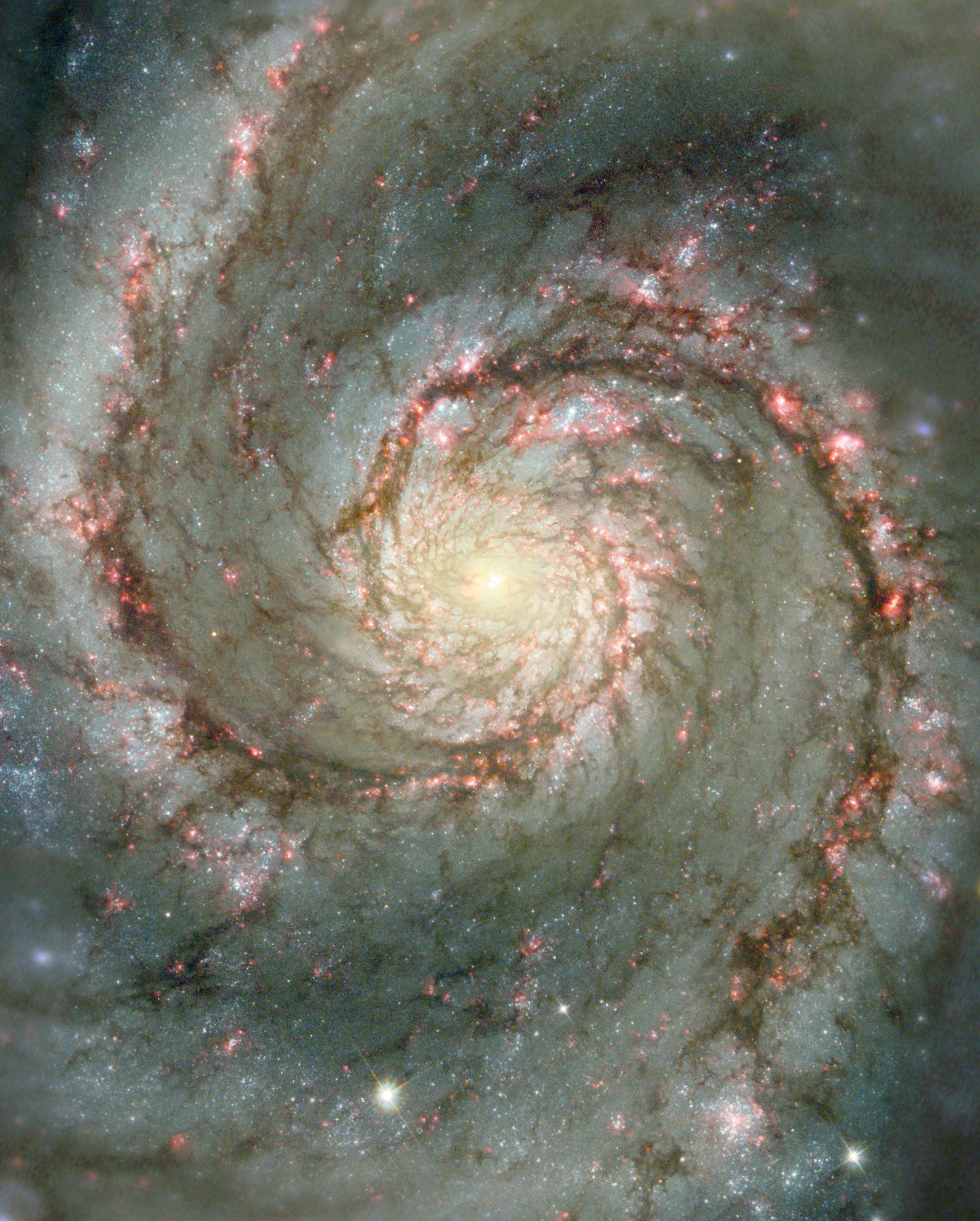
Sznury czerwonych obszarów H II nakreślają ramiona Galaktyki Wir

Obszary H II występują jedynie w galaktykach spiralnych, jak nasza własna Galaktyka, oraz w galaktykach nieregularnych. Nie odkryto ich do tej pory w galaktykach eliptycznych. W galaktykach nieregularnych mogą znajdować się w każdym miejscu, natomiast w galaktykach spiralnych są rozmieszczone wzdłuż ramion spiralnych. Duża galaktyka spiralna może zawierać tysiące regionów H II.
Uważa się, że powodem dla którego nie znajduje się rejonów H II w galaktykach eliptycznych jest to, że eliptyczne powstają poprzez łączenie się galaktyk. W gromadach galaktyk takie fuzje są częste. Gdy dochodzi do zderzenia galaktyk, pojedyncze gwiazdy prawie nigdy się nie zderzają, lecz olbrzymie obłoki molekularne i obszary H II w zderzających się galaktykach zostają poważnie zaktywizowane. W takich warunkach dochodzi do uruchomienia procesów bardzo gwałtownego tworzenia gwiazd, co zachodzi tak szybko, że większość gazu trafia do powstających gwiazd, w przeciwieństwie do 10% gazu, lub mniej, w zwykłych warunkach. Galaktyki przechodzące tak szybki proces powstawania gwiazd noszą nazwę galaktyk gwiazdotwórczych (lub galaktyk aktywnych gwiazdotwórczo, ang. starburst galaxies). Galaktyki eliptyczne po okresie kolizji zawierają bardzo niewiele gazu i przez to obszary H II nie mogą się już tworzyć.
Niedawne obserwacje wykazały, że ogólnie rzecz biorąc, bardzo niewielka liczba rejonów H II znajduje się poza obrębem galaktyk. Takie międzygalaktyczne obszary H II są prawdopodobnie pozostałościami mniejszych galaktyk rozerwanych przez siły pływów grawitacyjnych.

### Morfologia
Obszary H II występują w ogromnej różnorodności rozmiarów. Każda gwiazda w regionie H II jonizuje z grubsza sferyczny obszar otaczający ją, zwany strefą Strömgrena, lecz połączenie bąbli jonizacji wielokrotnych układów gwiazdowych w rejonie H II oraz ekspansji podgrzanych mgławic w otaczające gazy o ostrych gradientach gęstości daje w wyniku skomplikowane kształty. Wybuchy supernowych także wpływają na kształt obszarów H II. W pewnych przypadkach, powstawanie dużych gromad gwiazdowych w regionie H II daje w rezultacie obszary wyglądające na wydrążone od środka. Tak jest w przypadku NGC 604, olbrzymiego obszaru H II w galaktyce Trójkąta.

## Godne uwagi rejony HII
W naszej Galaktyce, najlepiej znanym obszarem H II jest Mgławica Oriona, która leży 1500 lat świetlnych stąd. Mgławica Oriona jest częścią ogromnego obłoku molekularnego, który wypełniłby większą część gwiazdozbioru Oriona, gdyby był widzialny. Mgławica Koński Łeb i Pętla Barnarda to dwie inne oświetlone części tej chmury gazu.
Wielki Obłok Magellana, galaktyka satelitarna Drogi Mlecznej, zawiera ogromny obszar H II zwany Mgławicą Tarantula. Ta mgławica jest znacznie większa niż mgławica Oriona i tworzy tysiące gwiazd; niektóre z nich posiadają masę ponad 100 mas Słońca. Gdyby mgławica Tarantula była tak blisko Ziemi, jak mgławica Oriona, świeciłaby w przybliżeniu tak jasno jak Księżyc w pełni na nocnym niebie. Supernowa SN 1987A wybuchła na obrzeżu mgławicy Tarantula.
Mgławica NGC 604 jest jeszcze większa niż mgławica Tarantula, ma rozmiary rzędu 1300 lat świetlnych, chociaż zawiera mniejszą liczbę gwiazd. Jest to jeden z największych obszarów H II w Grupie Lokalnej.
Łuk Rysia to najgorętszy, najmasywniejszy i najodleglejszy od Słońca rejon gwiazdotwórczy, jaki odkryto w widzialnym Wszechświecie.

## Aktualne kwestie w badaniach nad rejonami HII

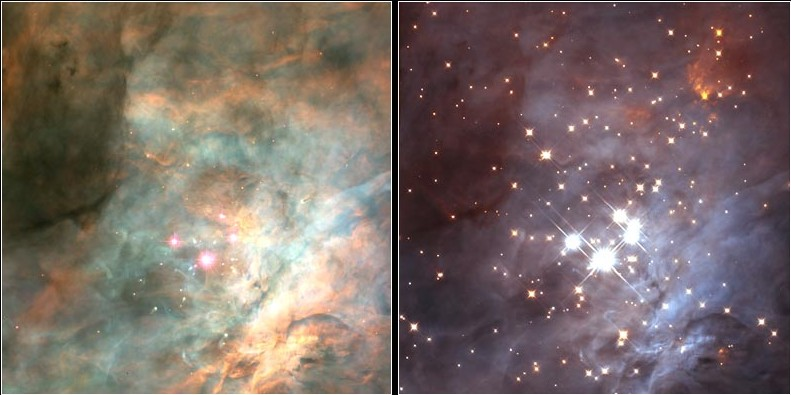
Obrazy uzyskane w promieniowaniu widzialnym ujawniają gaz i pył w mgławicy Oriona, a obraz w podczerwieni (po prawej) ujawnia nowe gwiazdy świecące wewnątrz niej.

Podobnie jak w przypadku mgławic planetarnych, określenie składu pierwiastkowego w obszarach H II jest niepewne. Istnieją dwie różne metody wyznaczenia ilości metali (tj. pierwiastków cięższych niż wodór i hel) w mgławicach, opierające się na analizie typów linii widmowych. Różnice pomiędzy wynikami obu metod wprowadzają często duże rozbieżności. Niektórzy astronomowie przypisują je obecności niewielkich fluktuacji temperatur wewnątrz obszarów H II. Według innych rozbieżności są zbyt duże, aby wyjaśnić je efektem temperaturowym. Prowadzi to do hipotezy głoszącej, że obserwowane różnice da się wyjaśnić istnieniem zimnych skupisk zawierających niewielkie ilości wodoru.
Pełne szczegóły masywnego powstawania gwiazd w obszarach H II nie są do tej pory dobrze poznane. Dwa główne problemy utrudniają badania na tym polu. Pierwszy, to znacząca odległość dużych obszarów H II od Ziemi, przy czym najbliższy rejon H II znajduje się ponad 1000 lat świetlnych stąd, a inne są położone w odległości kilka razy większej. Po drugie, powstawanie gwiazd jest silnie przesłonięte przez pył i obserwacje w świetle widzialnym są niemożliwe. Fale radiowe i światło podczerwone mogą przenikać pył, ale najmłodsze gwiazdy mogą nie emitować wystarczającej ilości energii w tych zakresach długości fali.